# اوریونگ-اولاخ
اوریونگ-اولاخ (روسی: Урюнг-Улах) یک رودخانه در استان یاقوتستان کشور روسیه است.